# Marcellus (New York, város)
Marcellus város az USA New York államában, Onondaga megyében. Lakosainak száma 6066 fő (2020. április 1.).

## Népesség
A település népességének változása:

| 2010 | 6 210 |
| 2020 | 6 066 |